# Aus erster Hand
Aus erster Hand (russisch От первого лица. Разговоры с Владимиром Путиным / Ot perwowo liza. Rasgowory s Wladimirom Putinym, wiss. Transliteration Ot pervogo lica. Razgovory s Vladimirom Putinym) ist der deutschsprachige Titel eines Buches der drei russischen Journalisten Natalija Geworkjan, Andrei Kolesnikow und Natalja Timakowa, worin sich der russische Politiker Wladimir Putin im Jahr 2000 ausführlich dem russischen Volk und dem Rest der Welt vorstellt.

## Kurzeinführung
Drei bekannte russische Journalisten der renommierten überregionalen russischen Tageszeitung Kommersant konnten Wladimir Putin in insgesamt sechs mehrstündigen Sitzungen exklusiv zu verschiedensten Themen befragen. Der amtierende Präsident der Russischen Föderation erzählte darin während seiner allerersten Präsidentschaftskampagne seine Geschichte und liefert ein umfassendes Selbstporträt.

« Jamais un chef d'Etat aussi influent sur la scène internationale et sur la durée n'a été aussi mal connu. »

„Noch nie war ein Staatsoberhaupt so einflussreich auf der internationalen Bühne und im Laufe der Zeit so wenig bekannt.“

Das Buch wurde in deutschsprachigen Medien als „Wahlkampfbroschüre“ eingestuft, wird jedoch beispielsweise in der Putin-Biographie von Philip Short (2022) durchweg herangezogen, auch die Putin-Enzyklopädie von Nikolaj Aleksandrovič Zen'kovič (russ., 2006, 2. A. 2008) zieht es heran und zitiert daraus.
Als „Hauptfiguren“ des Buches werden – der englischsprachigen Ausgabe vorangestellt – folgende Personen angeführt:
Wadim Wiktorowitsch Bakatin,
Boris Abramowitsch Beresowski,
Pawel Pawlowitsch Borodin,
Leonid Iljitsch Breschnew,
Michail Frolow,
Wera Dmitrijewna Gurewitsch,
Sergei Borissowitsch Iwanow,
Wladimir Anatoljewitsch Jakowlew,
Marina Jentalzewa,
Walentin Borissowitsch Jumaschew,
Katja,
Sergei Wladilenowitsch Kirijenko,
Alexander Wassiljewitsch Korschakow,
Wladimir Alexandrowitsch Krjutschkow,
Juri Michailowitsch Luschkow,
Mascha,
Jewgeni Maximowitsch Primakow,
Ljudmila Putina,
Sergei Pawlowitsch Roldugin,
Eduard Amwrossijewitsch Schewardnadse,
Juri Skuratow, 
Anatoli Alexandrowitsch Sobtschak,
Oleg Nikolajewitsch Soskowez,
Anatoli Borissowitsch Tschubais und
Wladimir Jewgenjewitsch Tschurow.
Putins Lieblingslehrerin Wera Gurewitsch wird darin unter anderem mit den folgenden Worten über ihren ehemalige Schüler angeführt:

“I think Volodya is a good person. But he never forgives people who betray him or are mean to him.”

„Ich glaube, Wolodja ist ein guter Mensch. Aber er verzeiht Menschen, die ihn verraten oder gemein zu ihm sind, nie.“

## Bibliographie
- Геворкян Н. П., Тимакова Н. А., Колесников А. И. От первого лица. Разговоры с Владимиром Путиным. — Вагриус, 2000. — ISBN 5-264-00257-6. (Buchhandelslink)
  - dt. Natalja Geworkjan u. a.: Aus erster Hand. Gespräche mit Wladimir Putin. München 2000
  - engl. First Person. New York 2000
  - frz. Première personne - Conversations avec Vladimir Poutine. Natalia Guevorkian (Interviewer), Natalia Timakova (Interviewer), Andreï Kolesnikov (Interviewer), Ksenia Bolchakova (Traducteur). 2016